# 지명수배

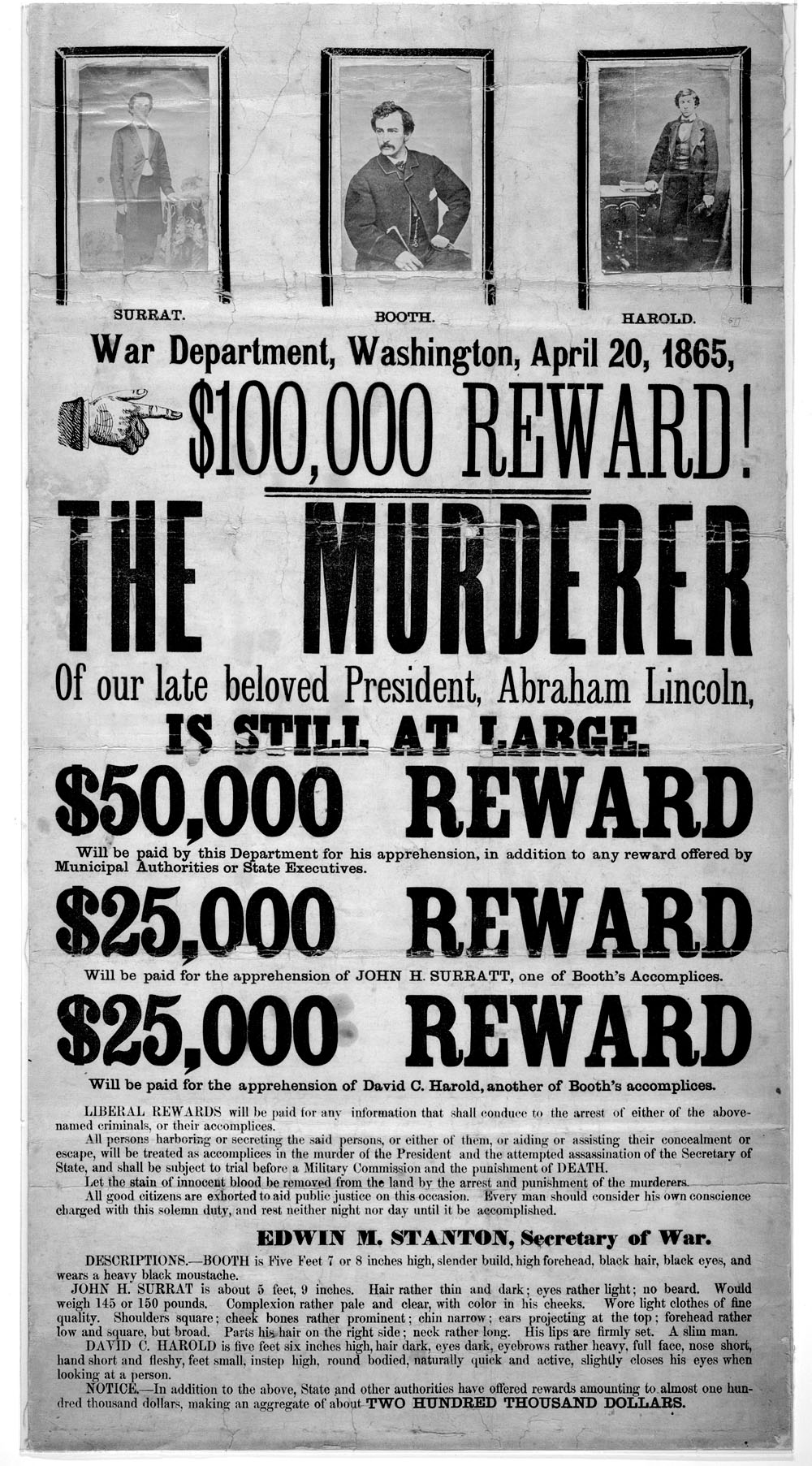
에이브러햄 링컨 암살에 가담한 존 윌크스 부스와 관련자를 수배하는 지명수배 포스터

지명수배(指名手配) 포스터는 정부 당국이 체포하기를 원하는 범죄 혐의자를 대중에게 알리기 위해 배포되는 포스터이다. 일반적으로 사진을 사용할 수 있을 경우 범죄 혐의자의 사진이 포함되며, 아니면 경찰이 만든 얼굴 합성 이미지가 포함될 수도 있다.

## 개요
지명수배 포스터에는 지명수배 대상이 되는 사람(들)과 범죄의 설명이 포함된다. 포스터에 공고된 범죄자를 포획하는 사람에게는 금전적 보상이 주어지는 것이 보통이다. 지명수배 포스터는 물리적인 게시판이나 우체국 복도 등 대중들이 볼 수 있도록 일반적으로 경찰서나 다른 정부 기관에 의해 제작된다. 오늘날 수많은 지명수배 포스터들은 인터넷에 게시된다. 그러나 지명수배 포스터들은 자경단, 철도 안전국, 그리고 핑커톤 등의 사설 기관에 의해 제작되기도 한다.

### 전광판
2007년, 연방수사국은 23개 도시에서 전광판에 지명수배 포스터를 게시하기 시작했으며 다른 주에도 이 시스템을 확장하는 일을 계속하고 있다. 이를 통해 미국 내에서 지명수배 알림을 즉시 게시할 수 있게 한다.

## 이미지
지명수배에 사용되는 합성 이미지는 다음을 포함한 다양한 방식으로 만들 수 있다:
- E-FIT(Electronic Facial Identification Technique): 컴퓨터를 통해
- Identikit
- PhotoFIT: 사진 얼굴 식별 기법(Photographic Facial Identification Technique)

## 저명한 지명수배의 예
- 존 딜린저
- 빌리 더 키드
- 보니와 클라이드
- 베이비 페이스 넬슨
- 잭 더 리퍼
- 제임스 얼 레이
- 존 윌크스 부스
- D. B. 쿠퍼
- 파블로 에스코바르
- 제시 제임스
- 조디악 킬러
- 찰스 아서 플로이드